# 悉尼·蒙克里夫
悉尼·A·蒙克里夫（英語：Sidney A. Moncrief，1957年9月21日—），美国NBA联盟前职业篮球运动员。他在1979年的NBA选秀中第1轮第5顺位被密尔沃基雄鹿选中。